# Pseudophisma delunaris
Pseudophisma delunaris là một loài bướm đêm trong họ Noctuidae.